# Trường Quân y Việt Nam Cộng hòa
Trường Quân y Việt Nam Cộng hòa (1951-1975), là một cơ sở đào tạo, huấn luyện các thành phần Sĩ quan, Hạ sĩ quan và Binh sĩ phục vụ cho ngành Quân y. Từ đó được phân bổ đến tất cả các Quân, Binh chủng và các đơn vị khác trong Quân lực Việt Nam Cộng hòa. Trường được đặt dưới sự điều hành của Tổng cục Quân huấn trực thuộc Bộ Tổng Tham mưu.

## Lịch sử hình thành
Trường Quân y hình thành từ thời kỳ Quốc gia Việt Nam, phục vụ Quân đội Quốc gia trong Quân đội Liên hiệp Pháp. Trường được thành lập vào tháng 8 năm 1951 tại Bệnh viện Patterson, phố Hàng Chiếu, Hà Nội với danh xưng ban đầu là Trường Quân y Trung ương.
Sau Hiệp định Genève 20 tháng 7 năm 1954, trường di chuyển vào Nam đặt trụ sở tại bến Bạch Đằng, Sài Gòn và đổi danh xưng thành Đại học Quân y
Năm 1956, trường lại đổi danh hiệu thành Trung tâm Huấn luyện Quân y do sáp nhập Đại học Quân y với Trung tâm Huấn luyện Y tá, đặt cơ sở tại Quân y viện Chi Lăng, đường Nguyễn Bỉnh Khiêm, Sài Gòn. Sau đó dời về số 4 đường Hùng Vương, Chợ Lớn.
Tháng 4 năm 1964, để phù hợp với chức năng của trường, một lần nữa trường được cải danh thành Trường Quân y, đặt cơ sở tại Phú Thọ, Gia Định.
Kể từ ngày thành lập cho đến tháng 9 năm 1965, trường đã thực hiện các chương trình huấn luyện như sau:
- Thành phần sĩ quan:

-Các khóa Y sĩ, Dược sĩ và Nha sĩ Hiện dịch
-Y sĩ giải phẫu Binh đoàn
-Y sĩ Trưng tập, Y sĩ Hành chính và Trợ y.
- Thành phần Hạ sĩ quan và Binh sĩ:

-Các khóa Hạ sĩ quan B1 Quân y
-Các khóa Hạ sĩ quan Trừ bị Quân y
-Các khóa CC 2:
-Y tá, Nha tá, Quang tuyến, Bảo tồn, Y cụ, Y khoa phòng ngừa, Tiếp huyết thí nghiệm, Gây tê và mê, Phòng mổ và Y tá phi hành.
-Các khóa CC 1:
-Cơ hữu Quân y và Tân binh Quân y
Trường đã hoàn thành tốt nhiệm vụ được giao phó cho đến tháng 4 năm 1975.

## Giám đốc, Chỉ huy trưởng qua các thời kỳ
| Stt | Họ và Tên                                | Cấp bậc khi nhậm chức | Tại chức  | Chú thích                                                                     |
| --- | ---------------------------------------- | --------------------- | --------- | ----------------------------------------------------------------------------- |
| 1   | Phạm Bửu Tâm Đại học Quân y Hà Nội       | Y sĩ Trung tá         | 1951-1952 | Chức danh Giám đốc đầu tiên, giải ngũ ở cấp Y sĩ Đại tá                       |
| 2   | Nguyễn Đình Hào Đại học Quân y Hà Nội    | Y sĩ Trung tá         | 1952-1954 | Sau là Y sĩ Đại tá                                                            |
| 3   | Đinh Văn Thắng Đại học Quân y Hà Nội     | Y sĩ Thiếu tá         | 1954-1955 | Sau là Y sĩ Đại tá                                                            |
| 4   | Trần Anh Đại học Quân y Hà Nội           | Y sĩ Thiếu tá         | 1955-1956 | Sau là Y sĩ Đại tá                                                            |
| 5   | Nguyễn Tăng Nguyên Đại học Quân y Hà Nội | Y sĩ Trung tá         | 1956-1957 | Sau là Y sĩ Đại tá                                                            |
| 6   | Nguyễn Hữu Thư Đại học Quân y Hà Nội     | Y sĩ Trung tá         | 1957-1960 | Sau là Y sĩ Đại tá                                                            |
| 7   | Hoàng Văn Đức Đại học Quân y Hà Nội      | Y sĩ Trung tá         | 1960-1963 | Sau là Y sĩ Đại tá                                                            |
| 8   | Nguyễn Quang Huấn Đại học Quân y Sài Gòn | Y sĩ Trung tá         | 1963-1964 | Sau là Y sĩ Đại tá                                                            |
| 9   | Lê Phước Thiện Đại học Quân y Sài Gòn    | Y sĩ Đại úy           | 1964      | Sau là Y sĩ Trung tá                                                          |
| 10  | Nguyễn Tấn Phát Đại học Quân y Sài Gòn   | Y sĩ Trung tá         | 1964-1970 | Chuyển sang chức danh Chỉ huy trưởng, sau là Y sĩ Đại tá                      |
| 11  | Trần Minh Tùng Đại học Quân y Sài Gòn    | Y sĩ Trung tá         | 1970-1972 | Sau lên cấp Đại tá. Tham chính giữ chức vụ Tổng trưởng Y tế Việt Nam Cộng hòa |
| 12  | Hoàng Cơ Lân Đại học Quân y Sài Gòn      | Y sĩ Đại tá           | 1972-1975 | Chỉ huy trưởng sau cùng                                                       |